# エフエム福島
株式会社エフエム福島（エフエムふくしま、FM Fukushima Co., Ltd.）は、福島県を放送対象地域として超短波放送（FM放送）を行っている特定地上基幹放送事業者である。
愛称はふくしまFM（ふくしまエフエム）。コールサインはJOTV-FM。JFN系列局。
本社は郡山市神明町。スタジオは郡山市と福島市。

## 概要
福島県へのFM周波数割当て後、ラジオ福島の存在やラジオ福島の親会社でもある福島民報と福島民友の争い等の関係から一本化調整が長年に渡って難航し、開局が大幅に遅れていたが、ふくしま国体が開催されることを期に一本化調整がまとまり、ふくしま国体と同年の1995年（平成7年）にようやく開局した。ふくしまFMは福島県域放送でテレビ・ラジオ通じて唯一の平成新局である。
関連新聞は特にないが、ラジオ福島と福島民報との関係上、県内ニュースは福島民友から配給を受けている。ちなみに本社（ふくしまFMビル）には福島民友の郡山総支社とテレビユー福島の郡山支社が入居している。福島民友、福島民報の両社長はふくしまFMの非常勤取締役を務めている。

## 事業所
- 本社・スタジオ：福島県郡山市神明町4-4（〒963-8013）
- 福島支社・福島スタジオ：福島県福島市栄町6-6 ユニックスビル7階（〒960-8031）
- 東京支社：東京都千代田区麹町1-8 JFNセンター4階（〒102-0083）

## 沿革
- 1995年（平成7年）
  - 3月2日 - 株式会社エフエム福島設立。
  - 10月1日 - 全国45番目にふくしまFM開局。文字多重放送（見えるラジオ）も開始。コールサインはJOTV-FCM。
- 2005年（平成17年）10月1日 - 本社が福島から郡山へ移転。スタジオを郡山に新設。
- 2014年（平成26年）3月31日 - 文字多重放送廃止。
- 2018年（平成30年）5月1日 - V-Low帯マルチメディア放送・インターネットラジオサービス「i-dio」にて北海道・東北地方でのサイマル放送・配信を開始。（2020年（令和2年）3月31日をもって終了。）
- 2019年（平成31年・令和元年）11月1日 - 昭和村の公設公営型受信障害対策中継局に対し予備免許を交付[3]
- 2020年（令和2年）
  - 1月30日 - 昭和村の公設公営型受信障害対策中継局に対し免許を交付[4]
  - 2月1日 - 昭和村の公設公営型受信障害対策中継局　放送開始
  - 10月1日 - 開局25周年の開局記念日。同時にHPをリニューアル。

## 周波数・出力
失われた20年の中で開局した平成新局であり、資本金に余裕が無いため、塙・富岡・柳津三島・南郷・田島・東金山・月舘・小野・只見・東只見ではNHK-FM放送の中継局は設置されているものの、当局は2018年（平成30年）1月現在、設置されていない。
| 親局             | 周波数  | 空中線電力 | ERP   | 備考                          |
| ---------------- | ------- | ---------- | ----- | ----------------------------- |
| 福島・郡山       | 81.8MHz | 1kW        | 4.8kW | 福島テレビと送信柱共用        |
| 中継局           | 周波数  | 空中線電力 | ERP   | 備考                          |
| 会津若松         | 82.8MHz | 250W       | 1.2kW | NHK-FM・NHKテレビと送信柱共用 |
| いわき           | 78.6MHz | 100W       | 155W  | NHK-FM・NHKテレビと送信柱共用 |
| 白河             | 79.8MHz | 100W       | 97.7W | NHK-FM・NHKテレビと送信柱共用 |
| 原町             | 78.6MHz | 100W       | 190W  | 福島テレビと送信柱共用        |
| 昭和村親局 SFM   | 82.8MHz | 0.1W       |       | 607世帯（カバー率 98.5％）    |
| 松山ラジオ SFM   | 82.8MHz | 0.1W       |       | 607世帯（カバー率 98.5％）    |
| 奈良布ラジオ SFM | 82.8MHz | 0.1W       |       | 607世帯（カバー率 98.5％）    |
| 山神平ラジオ SFM | 82.8MHz | 0.1W       |       | 607世帯（カバー率 98.5％）    |
| 大芦ラジオ SFM   | 82.8MHz | 0.1W       |       | 607世帯（カバー率 98.5％）    |
| 小野川ラジオ SFM | 82.8MHz | 0.1W       |       | 607世帯（カバー率 98.5％）    |
| 日落沢ラジオ SFM | 82.8MHz | 0.1W       |       | 607世帯（カバー率 98.5％）    |
| 野尻ラジオ SFM   | 82.8MHz | 0.1W       |       | 607世帯（カバー率 98.5％）    |
| 喰丸ラジオ SFM   | 82.8MHz | 0.1W       |       | 607世帯（カバー率 98.5％）    |

2011年3月11日に発生した東日本大震災では、地震の影響により、白河中継局は、鉄塔が倒壊し、3月14日まで、白河中継局からの放送が停波した。
また、原町中継局では、停電が発生し3月13日まで、原町中継局からの放送が停波した。

## 資本構成
企業・団体は当時の名称。出典：

### 2016年3月31日
| 資本金 | 発行済株式総数 | 株主数 |
| ------ | -------------- | ------ |
| 8億円  | 16,000株       | 42     |

| 株主                   | 株式数  | 比率   |
| ---------------------- | ------- | ------ |
| エフエム東京           | 3,190株 | 19.93% |
| ラジオ福島             | 1,600株 | 10.00% |
| 福島民報社             | 1,600株 | 10.00% |
| 幸楽苑ホールディングス | 1,380株 | 08.62% |
| 読売新聞東京本社       | 0,960株 | 06.00% |
| 福島民友新聞社         | 0,640株 | 04.00% |

## 番組編成
2024年7月現在。太字は自社制作番組。
随時、『ふくしまFMニュース』を放送。

### 平日
| 時 | 月曜日 | 火曜日 | 水曜日 | 木曜日 | 金曜日 |
| --- | --- | --- | --- | --- | --- |
| 5 | 5:00 Good VibeSOUP（JFNC） - 第1週： 崎山蒼志 、第2週：リュックと添い寝ごはん 、第3週： 友成空、第4週： Laura day romance、第5週：SPゲスト | （続き） Memories & Discoveries（JFNC） - 火 - 木：早見沙織、金：関口舞 | （続き） Memories & Discoveries（JFNC） - 火 - 木：早見沙織、金：関口舞 | （続き） Memories & Discoveries（JFNC） - 火 - 木：早見沙織、金：関口舞 | （続き） Memories & Discoveries（JFNC） - 火 - 木：早見沙織、金：関口舞 |
| 5 | 5:30 REAL SPORTS（JFNC） - 五十嵐亮太、 秋山真凜 | （続き） Memories & Discoveries（JFNC） - 火 - 木：早見沙織、金：関口舞 | （続き） Memories & Discoveries（JFNC） - 火 - 木：早見沙織、金：関口舞 | （続き） Memories & Discoveries（JFNC） - 火 - 木：早見沙織、金：関口舞 | （続き） Memories & Discoveries（JFNC） - 火 - 木：早見沙織、金：関口舞 |
| 6 | 6:00 ONE MORNING（TOKYO FM・JFNC） - ユージ・吉田明世 ▽6:49 快適生活ラジオショッピング ▽6:55 MY OLYMPIC - 奇数月：荒川静香、偶数月：高橋尚子 ▽7:00 MORNING HEADLINE ▽7:10 リポビタンD TREND NET ▽7:19 月・水：ジブラルタ生命 Heart to Heart ありがとう、先生! - 純名里沙、 火・木：KUMON 笑顔100点満点♪ - 手島千尋 ▽7:20 月：メットライフ生命 presents マイ マネーハック、火・木：ONE MORE NEWS 水：食と農を未来へつなぐ、金：JA共済 presents なるほど!交通安全 | 6:00 ONE MORNING（TOKYO FM・JFNC） - ユージ・吉田明世 ▽6:49 快適生活ラジオショッピング ▽6:55 MY OLYMPIC - 奇数月：荒川静香、偶数月：高橋尚子 ▽7:00 MORNING HEADLINE ▽7:10 リポビタンD TREND NET ▽7:19 月・水：ジブラルタ生命 Heart to Heart ありがとう、先生! - 純名里沙、 火・木：KUMON 笑顔100点満点♪ - 手島千尋 ▽7:20 月：メットライフ生命 presents マイ マネーハック、火・木：ONE MORE NEWS 水：食と農を未来へつなぐ、金：JA共済 presents なるほど!交通安全 | 6:00 ONE MORNING（TOKYO FM・JFNC） - ユージ・吉田明世 ▽6:49 快適生活ラジオショッピング ▽6:55 MY OLYMPIC - 奇数月：荒川静香、偶数月：高橋尚子 ▽7:00 MORNING HEADLINE ▽7:10 リポビタンD TREND NET ▽7:19 月・水：ジブラルタ生命 Heart to Heart ありがとう、先生! - 純名里沙、 火・木：KUMON 笑顔100点満点♪ - 手島千尋 ▽7:20 月：メットライフ生命 presents マイ マネーハック、火・木：ONE MORE NEWS 水：食と農を未来へつなぐ、金：JA共済 presents なるほど!交通安全 | 6:00 ONE MORNING（TOKYO FM・JFNC） - ユージ・吉田明世 ▽6:49 快適生活ラジオショッピング ▽6:55 MY OLYMPIC - 奇数月：荒川静香、偶数月：高橋尚子 ▽7:00 MORNING HEADLINE ▽7:10 リポビタンD TREND NET ▽7:19 月・水：ジブラルタ生命 Heart to Heart ありがとう、先生! - 純名里沙、 火・木：KUMON 笑顔100点満点♪ - 手島千尋 ▽7:20 月：メットライフ生命 presents マイ マネーハック、火・木：ONE MORE NEWS 水：食と農を未来へつなぐ、金：JA共済 presents なるほど!交通安全 | 6:00 ONE MORNING（TOKYO FM・JFNC） - ユージ・吉田明世 ▽6:49 快適生活ラジオショッピング ▽6:55 MY OLYMPIC - 奇数月：荒川静香、偶数月：高橋尚子 ▽7:00 MORNING HEADLINE ▽7:10 リポビタンD TREND NET ▽7:19 月・水：ジブラルタ生命 Heart to Heart ありがとう、先生! - 純名里沙、 火・木：KUMON 笑顔100点満点♪ - 手島千尋 ▽7:20 月：メットライフ生命 presents マイ マネーハック、火・木：ONE MORE NEWS 水：食と農を未来へつなぐ、金：JA共済 presents なるほど!交通安全 |
| 7 | 6:00 ONE MORNING（TOKYO FM・JFNC） - ユージ・吉田明世 ▽6:49 快適生活ラジオショッピング ▽6:55 MY OLYMPIC - 奇数月：荒川静香、偶数月：高橋尚子 ▽7:00 MORNING HEADLINE ▽7:10 リポビタンD TREND NET ▽7:19 月・水：ジブラルタ生命 Heart to Heart ありがとう、先生! - 純名里沙、 火・木：KUMON 笑顔100点満点♪ - 手島千尋 ▽7:20 月：メットライフ生命 presents マイ マネーハック、火・木：ONE MORE NEWS 水：食と農を未来へつなぐ、金：JA共済 presents なるほど!交通安全 | 6:00 ONE MORNING（TOKYO FM・JFNC） - ユージ・吉田明世 ▽6:49 快適生活ラジオショッピング ▽6:55 MY OLYMPIC - 奇数月：荒川静香、偶数月：高橋尚子 ▽7:00 MORNING HEADLINE ▽7:10 リポビタンD TREND NET ▽7:19 月・水：ジブラルタ生命 Heart to Heart ありがとう、先生! - 純名里沙、 火・木：KUMON 笑顔100点満点♪ - 手島千尋 ▽7:20 月：メットライフ生命 presents マイ マネーハック、火・木：ONE MORE NEWS 水：食と農を未来へつなぐ、金：JA共済 presents なるほど!交通安全 | 6:00 ONE MORNING（TOKYO FM・JFNC） - ユージ・吉田明世 ▽6:49 快適生活ラジオショッピング ▽6:55 MY OLYMPIC - 奇数月：荒川静香、偶数月：高橋尚子 ▽7:00 MORNING HEADLINE ▽7:10 リポビタンD TREND NET ▽7:19 月・水：ジブラルタ生命 Heart to Heart ありがとう、先生! - 純名里沙、 火・木：KUMON 笑顔100点満点♪ - 手島千尋 ▽7:20 月：メットライフ生命 presents マイ マネーハック、火・木：ONE MORE NEWS 水：食と農を未来へつなぐ、金：JA共済 presents なるほど!交通安全 | 6:00 ONE MORNING（TOKYO FM・JFNC） - ユージ・吉田明世 ▽6:49 快適生活ラジオショッピング ▽6:55 MY OLYMPIC - 奇数月：荒川静香、偶数月：高橋尚子 ▽7:00 MORNING HEADLINE ▽7:10 リポビタンD TREND NET ▽7:19 月・水：ジブラルタ生命 Heart to Heart ありがとう、先生! - 純名里沙、 火・木：KUMON 笑顔100点満点♪ - 手島千尋 ▽7:20 月：メットライフ生命 presents マイ マネーハック、火・木：ONE MORE NEWS 水：食と農を未来へつなぐ、金：JA共済 presents なるほど!交通安全 | 6:00 ONE MORNING（TOKYO FM・JFNC） - ユージ・吉田明世 ▽6:49 快適生活ラジオショッピング ▽6:55 MY OLYMPIC - 奇数月：荒川静香、偶数月：高橋尚子 ▽7:00 MORNING HEADLINE ▽7:10 リポビタンD TREND NET ▽7:19 月・水：ジブラルタ生命 Heart to Heart ありがとう、先生! - 純名里沙、 火・木：KUMON 笑顔100点満点♪ - 手島千尋 ▽7:20 月：メットライフ生命 presents マイ マネーハック、火・木：ONE MORE NEWS 水：食と農を未来へつなぐ、金：JA共済 presents なるほど!交通安全 |
| 7:30 Morning Freeway ふくしま - 月・火：菅野彩美、水：北村茉倫、木：杉浦裕治・古賀徹、金：DJ.イタル ▽7:50 福島トヨタ ここからモーニング ▽8:00 SUZUKI TODAY'S KEY NUMBER（TOKYO FM） ▽8:09 ルートインホテルズ 今日のスポーツ（TOKYO FM） ▽8:10 月 - 木：NEW TREND ONE（月・木・金：NEW TREND ONE、TOKYO FM） 火： KINKATSU TREND ONE（TOKYO FM）、木： 龍角散 presents 響け！祭りの声！ ＃お祭りレコメンド（TOKYO FM） ▽8:55 塩沼亮潤 大阿闍梨 今朝の一言（date fm） - 塩沼亮潤 ▽9:20 快適生活ラジオショッピング | | | | | |
| 8 | | | | | |
| 9 | | | | | |
| 10 | 10:00 OH! HAPPY MORNING（JFNC） - 月・火：井門宗之・森藤恵美、水・木：蒲田健・高橋茉奈 ▽10:20 ジャパネットたかたラジオショッピング | 10:00 OH! HAPPY MORNING（JFNC） - 月・火：井門宗之・森藤恵美、水・木：蒲田健・高橋茉奈 ▽10:20 ジャパネットたかたラジオショッピング | 10:00 OH! HAPPY MORNING（JFNC） - 月・火：井門宗之・森藤恵美、水・木：蒲田健・高橋茉奈 ▽10:20 ジャパネットたかたラジオショッピング | 10:00 OH! HAPPY MORNING（JFNC） - 月・火：井門宗之・森藤恵美、水・木：蒲田健・高橋茉奈 ▽10:20 ジャパネットたかたラジオショッピング | 10:00 THE G.O.A.T.（JFNC） - 帆世雄一・降幡愛 |
| 10 | 10:54 快適生活ラジオショッピング | | | | |
| 11 | 11:00 ディア・フレンズ（TOKYO FM） - 坂本美雨 | 11:00 ディア・フレンズ（TOKYO FM） - 坂本美雨 | 11:00 ディア・フレンズ（TOKYO FM） - 坂本美雨 | 11:00 ディア・フレンズ（TOKYO FM） - 坂本美雨 | 11:00 松任谷由実のYuming Chord（TOKYO FM） - 松任谷由実 |
| 11 | 11:30 わくわくお届け便 | 11:30 今旬インフォメーション | 11:30 まいどあり～。 | 11:30 旬!SHUN!ピックアップ | 11:30 Otona no Radio Alexandria（JFNC） - ロバート・ハリス第1週：ラジオ医学健康講座 |
| 11 | 11:45 あぐりずむ（TOKYO FM） - 川瀬良子 | | | | 11:30 Otona no Radio Alexandria（JFNC） - ロバート・ハリス第1週：ラジオ医学健康講座 |
| 11 | 11:55 ふくしまFMニュース | | | | |
| 12 | 12:00 Otona no Radio Alexandria（JFNC） - ロバート・ハリス | 12:00 Otona no Radio Alexandria（JFNC） - ロバート・ハリス | 12:00 Otona no Radio Alexandria（JFNC） - ロバート・ハリス | 12:00 Otona no Radio Alexandria（JFNC） - ロバート・ハリス | 12:00 Otona no Radio Alexandria（JFNC） - ロバート・ハリス |
| 12 | 12:55 ウェザーレポート | | | | |
| 13 | 13:00 デイリーフライヤー（JFNC） - 月・火 ：大橋俊夫、水・木：井門宗之 | 13:00 デイリーフライヤー（JFNC） - 月・火 ：大橋俊夫、水・木：井門宗之 | 13:00 デイリーフライヤー（JFNC） - 月・火 ：大橋俊夫、水・木：井門宗之 | 13:00 デイリーフライヤー（JFNC） - 月・火 ：大橋俊夫、水・木：井門宗之 | 13:00 impress -GOOD FRIDAY- - 鈴木美伸・藤原カズヒロ ▽14:00 ふくしま献血ナビ ▽14:55 IMP.のIMPick Up（TOKYO FM） - IMP. ▽15:36 美伸のおみくじコーナー ▽15:50 CO･OP共済はぴあい! |
| 13 | 13:30 IT'S MUSIC（JFNC） - 鈴木まひる | 13:30 レコレール（JFNC） - Shaula ▽13:48 eタイム-G ▽13:55 ウェザーレポート ▽14:15 JFNラジオショッピング ▽14:30 快適生活ラジオショッピング ▽14:55 IMP.のIMPick Up（TOKYO FM） - IMP. | 13:30 ブルボン presents Shining Star（FM-NIIGATA） - 吉田明世 | 13:30 レコレール（JFNC） - 鬼頭由芽 ▽13:50 JFNラジオショッピング ▽14:30 快適生活ラジオショッピング ▽14:55 IMP.のIMPick Up（TOKYO FM） - IMP. | 13:00 impress -GOOD FRIDAY- - 鈴木美伸・藤原カズヒロ ▽14:00 ふくしま献血ナビ ▽14:55 IMP.のIMPick Up（TOKYO FM） - IMP. ▽15:36 美伸のおみくじコーナー ▽15:50 CO･OP共済はぴあい! |
| 13 | 13:35 RADIO MUSEUM～聴く、名画～（JFNC） - 浜崎美保 | 13:30 レコレール（JFNC） - Shaula ▽13:48 eタイム-G ▽13:55 ウェザーレポート ▽14:15 JFNラジオショッピング ▽14:30 快適生活ラジオショッピング ▽14:55 IMP.のIMPick Up（TOKYO FM） - IMP. | 13:30 ブルボン presents Shining Star（FM-NIIGATA） - 吉田明世 | 13:30 レコレール（JFNC） - 鬼頭由芽 ▽13:50 JFNラジオショッピング ▽14:30 快適生活ラジオショッピング ▽14:55 IMP.のIMPick Up（TOKYO FM） - IMP. | 13:00 impress -GOOD FRIDAY- - 鈴木美伸・藤原カズヒロ ▽14:00 ふくしま献血ナビ ▽14:55 IMP.のIMPick Up（TOKYO FM） - IMP. ▽15:36 美伸のおみくじコーナー ▽15:50 CO･OP共済はぴあい! |
| 13 | 13:40 今旬!いいもの百貨店 | 13:30 レコレール（JFNC） - Shaula ▽13:48 eタイム-G ▽13:55 ウェザーレポート ▽14:15 JFNラジオショッピング ▽14:30 快適生活ラジオショッピング ▽14:55 IMP.のIMPick Up（TOKYO FM） - IMP. | 13:30 ブルボン presents Shining Star（FM-NIIGATA） - 吉田明世 | 13:30 レコレール（JFNC） - 鬼頭由芽 ▽13:50 JFNラジオショッピング ▽14:30 快適生活ラジオショッピング ▽14:55 IMP.のIMPick Up（TOKYO FM） - IMP. | 13:00 impress -GOOD FRIDAY- - 鈴木美伸・藤原カズヒロ ▽14:00 ふくしま献血ナビ ▽14:55 IMP.のIMPick Up（TOKYO FM） - IMP. ▽15:36 美伸のおみくじコーナー ▽15:50 CO･OP共済はぴあい! |
| 14 | 14:00 レコレール（JFNC） - Shaula ▽14:15 JFNラジオショッピング ▽14:30 快適生活ラジオショッピング ▽14:55 IMP.のIMPick Up（TOKYO FM）- IMP. | 13:30 レコレール（JFNC） - Shaula ▽13:48 eタイム-G ▽13:55 ウェザーレポート ▽14:15 JFNラジオショッピング ▽14:30 快適生活ラジオショッピング ▽14:55 IMP.のIMPick Up（TOKYO FM） - IMP. | 14:00 レコレール（JFNC） - 鬼頭由芽 ▽14:15 JFNラジオショッピング ▽14:30 快適生活ラジオショッピング ▽14:55 IMP.のIMPick Up（TOKYO FM） - IMP. | 13:30 レコレール（JFNC） - 鬼頭由芽 ▽13:50 JFNラジオショッピング ▽14:30 快適生活ラジオショッピング ▽14:55 IMP.のIMPick Up（TOKYO FM） - IMP. | 13:00 impress -GOOD FRIDAY- - 鈴木美伸・藤原カズヒロ ▽14:00 ふくしま献血ナビ ▽14:55 IMP.のIMPick Up（TOKYO FM） - IMP. ▽15:36 美伸のおみくじコーナー ▽15:50 CO･OP共済はぴあい! |
| 15 | 14:00 レコレール（JFNC） - Shaula ▽14:15 JFNラジオショッピング ▽14:30 快適生活ラジオショッピング ▽14:55 IMP.のIMPick Up（TOKYO FM）- IMP. | 13:30 レコレール（JFNC） - Shaula ▽13:48 eタイム-G ▽13:55 ウェザーレポート ▽14:15 JFNラジオショッピング ▽14:30 快適生活ラジオショッピング ▽14:55 IMP.のIMPick Up（TOKYO FM） - IMP. | 14:00 レコレール（JFNC） - 鬼頭由芽 ▽14:15 JFNラジオショッピング ▽14:30 快適生活ラジオショッピング ▽14:55 IMP.のIMPick Up（TOKYO FM） - IMP. | 13:30 レコレール（JFNC） - 鬼頭由芽 ▽13:50 JFNラジオショッピング ▽14:30 快適生活ラジオショッピング ▽14:55 IMP.のIMPick Up（TOKYO FM） - IMP. | 13:00 impress -GOOD FRIDAY- - 鈴木美伸・藤原カズヒロ ▽14:00 ふくしま献血ナビ ▽14:55 IMP.のIMPick Up（TOKYO FM） - IMP. ▽15:36 美伸のおみくじコーナー ▽15:50 CO･OP共済はぴあい! |
| 15:55 ふくしまFMニュース | | | | | |
| 16 | 16:00 RADIO GROOVE - 月：北村茉倫、火：矢野真未、水：DJ.イタル・矢野真未、木・金：三吉梨香 ▽16:15 月：ハシドラッグ ねこLOVEふくしま ～NO 猫 NO LIFE～ 火：わんちゃんアカデミー 〜いぬのことば〜 水：はいうぇいナビふくしま ▽16:25 ウェザーリポート ▽16:30 金：住まいるグッズインフォメーション ▽16:35 金：快適生活ラジオショップ ▽17:00 ふくしまFMニュース ▽17:20 月 - 木：▽My First Music（JFNC） ▽17:24 エコ de Smile ソーラーポスト ▽16:20 SUZUKI No.1 Factory（TOKYO FM） - 八嶋智人 ▽16:24 金：エコ de Smileソーラーポスト ▽16:30 キビタンスマイル 〜ひとつ、ひとつ、実現する ふくしま〜 ▽17:36 第1・3木：暮らしの歳時記、第2木：座浦cafe 今日のことば ▽17:49 トラフィックインフォメーション ▽17:52 プリンストラフィックジャーナル ▽17:55 ウェザーリポート ▽18:00 アニバーサリーリクエスト ▽18:05 ふくしまFMニュース ▽18:10 月：デバイスホーム Presents 失敗しない、家づくり、水：白河コミネスculture note、 木：どれみふぁそラジオこおりやま、金：あぐり家の食卓 ▽18:15 第1・3火：いわきアリオス アートジェイクボックス ▽18:20 金：民友新聞ニュースヘッドライン | 16:00 RADIO GROOVE - 月：北村茉倫、火：矢野真未、水：DJ.イタル・矢野真未、木・金：三吉梨香 ▽16:15 月：ハシドラッグ ねこLOVEふくしま ～NO 猫 NO LIFE～ 火：わんちゃんアカデミー 〜いぬのことば〜 水：はいうぇいナビふくしま ▽16:25 ウェザーリポート ▽16:30 金：住まいるグッズインフォメーション ▽16:35 金：快適生活ラジオショップ ▽17:00 ふくしまFMニュース ▽17:20 月 - 木：▽My First Music（JFNC） ▽17:24 エコ de Smile ソーラーポスト ▽16:20 SUZUKI No.1 Factory（TOKYO FM） - 八嶋智人 ▽16:24 金：エコ de Smileソーラーポスト ▽16:30 キビタンスマイル 〜ひとつ、ひとつ、実現する ふくしま〜 ▽17:36 第1・3木：暮らしの歳時記、第2木：座浦cafe 今日のことば ▽17:49 トラフィックインフォメーション ▽17:52 プリンストラフィックジャーナル ▽17:55 ウェザーリポート ▽18:00 アニバーサリーリクエスト ▽18:05 ふくしまFMニュース ▽18:10 月：デバイスホーム Presents 失敗しない、家づくり、水：白河コミネスculture note、 木：どれみふぁそラジオこおりやま、金：あぐり家の食卓 ▽18:15 第1・3火：いわきアリオス アートジェイクボックス ▽18:20 金：民友新聞ニュースヘッドライン | 16:00 RADIO GROOVE - 月：北村茉倫、火：矢野真未、水：DJ.イタル・矢野真未、木・金：三吉梨香 ▽16:15 月：ハシドラッグ ねこLOVEふくしま ～NO 猫 NO LIFE～ 火：わんちゃんアカデミー 〜いぬのことば〜 水：はいうぇいナビふくしま ▽16:25 ウェザーリポート ▽16:30 金：住まいるグッズインフォメーション ▽16:35 金：快適生活ラジオショップ ▽17:00 ふくしまFMニュース ▽17:20 月 - 木：▽My First Music（JFNC） ▽17:24 エコ de Smile ソーラーポスト ▽16:20 SUZUKI No.1 Factory（TOKYO FM） - 八嶋智人 ▽16:24 金：エコ de Smileソーラーポスト ▽16:30 キビタンスマイル 〜ひとつ、ひとつ、実現する ふくしま〜 ▽17:36 第1・3木：暮らしの歳時記、第2木：座浦cafe 今日のことば ▽17:49 トラフィックインフォメーション ▽17:52 プリンストラフィックジャーナル ▽17:55 ウェザーリポート ▽18:00 アニバーサリーリクエスト ▽18:05 ふくしまFMニュース ▽18:10 月：デバイスホーム Presents 失敗しない、家づくり、水：白河コミネスculture note、 木：どれみふぁそラジオこおりやま、金：あぐり家の食卓 ▽18:15 第1・3火：いわきアリオス アートジェイクボックス ▽18:20 金：民友新聞ニュースヘッドライン | 16:00 RADIO GROOVE - 月：北村茉倫、火：矢野真未、水：DJ.イタル・矢野真未、木・金：三吉梨香 ▽16:15 月：ハシドラッグ ねこLOVEふくしま ～NO 猫 NO LIFE～ 火：わんちゃんアカデミー 〜いぬのことば〜 水：はいうぇいナビふくしま ▽16:25 ウェザーリポート ▽16:30 金：住まいるグッズインフォメーション ▽16:35 金：快適生活ラジオショップ ▽17:00 ふくしまFMニュース ▽17:20 月 - 木：▽My First Music（JFNC） ▽17:24 エコ de Smile ソーラーポスト ▽16:20 SUZUKI No.1 Factory（TOKYO FM） - 八嶋智人 ▽16:24 金：エコ de Smileソーラーポスト ▽16:30 キビタンスマイル 〜ひとつ、ひとつ、実現する ふくしま〜 ▽17:36 第1・3木：暮らしの歳時記、第2木：座浦cafe 今日のことば ▽17:49 トラフィックインフォメーション ▽17:52 プリンストラフィックジャーナル ▽17:55 ウェザーリポート ▽18:00 アニバーサリーリクエスト ▽18:05 ふくしまFMニュース ▽18:10 月：デバイスホーム Presents 失敗しない、家づくり、水：白河コミネスculture note、 木：どれみふぁそラジオこおりやま、金：あぐり家の食卓 ▽18:15 第1・3火：いわきアリオス アートジェイクボックス ▽18:20 金：民友新聞ニュースヘッドライン | 16:00 RADIO GROOVE - 月：北村茉倫、火：矢野真未、水：DJ.イタル・矢野真未、木・金：三吉梨香 ▽16:15 月：ハシドラッグ ねこLOVEふくしま ～NO 猫 NO LIFE～ 火：わんちゃんアカデミー 〜いぬのことば〜 水：はいうぇいナビふくしま ▽16:25 ウェザーリポート ▽16:30 金：住まいるグッズインフォメーション ▽16:35 金：快適生活ラジオショップ ▽17:00 ふくしまFMニュース ▽17:20 月 - 木：▽My First Music（JFNC） ▽17:24 エコ de Smile ソーラーポスト ▽16:20 SUZUKI No.1 Factory（TOKYO FM） - 八嶋智人 ▽16:24 金：エコ de Smileソーラーポスト ▽16:30 キビタンスマイル 〜ひとつ、ひとつ、実現する ふくしま〜 ▽17:36 第1・3木：暮らしの歳時記、第2木：座浦cafe 今日のことば ▽17:49 トラフィックインフォメーション ▽17:52 プリンストラフィックジャーナル ▽17:55 ウェザーリポート ▽18:00 アニバーサリーリクエスト ▽18:05 ふくしまFMニュース ▽18:10 月：デバイスホーム Presents 失敗しない、家づくり、水：白河コミネスculture note、 木：どれみふぁそラジオこおりやま、金：あぐり家の食卓 ▽18:15 第1・3火：いわきアリオス アートジェイクボックス ▽18:20 金：民友新聞ニュースヘッドライン |
| 17 | 16:00 RADIO GROOVE - 月：北村茉倫、火：矢野真未、水：DJ.イタル・矢野真未、木・金：三吉梨香 ▽16:15 月：ハシドラッグ ねこLOVEふくしま ～NO 猫 NO LIFE～ 火：わんちゃんアカデミー 〜いぬのことば〜 水：はいうぇいナビふくしま ▽16:25 ウェザーリポート ▽16:30 金：住まいるグッズインフォメーション ▽16:35 金：快適生活ラジオショップ ▽17:00 ふくしまFMニュース ▽17:20 月 - 木：▽My First Music（JFNC） ▽17:24 エコ de Smile ソーラーポスト ▽16:20 SUZUKI No.1 Factory（TOKYO FM） - 八嶋智人 ▽16:24 金：エコ de Smileソーラーポスト ▽16:30 キビタンスマイル 〜ひとつ、ひとつ、実現する ふくしま〜 ▽17:36 第1・3木：暮らしの歳時記、第2木：座浦cafe 今日のことば ▽17:49 トラフィックインフォメーション ▽17:52 プリンストラフィックジャーナル ▽17:55 ウェザーリポート ▽18:00 アニバーサリーリクエスト ▽18:05 ふくしまFMニュース ▽18:10 月：デバイスホーム Presents 失敗しない、家づくり、水：白河コミネスculture note、 木：どれみふぁそラジオこおりやま、金：あぐり家の食卓 ▽18:15 第1・3火：いわきアリオス アートジェイクボックス ▽18:20 金：民友新聞ニュースヘッドライン | 16:00 RADIO GROOVE - 月：北村茉倫、火：矢野真未、水：DJ.イタル・矢野真未、木・金：三吉梨香 ▽16:15 月：ハシドラッグ ねこLOVEふくしま ～NO 猫 NO LIFE～ 火：わんちゃんアカデミー 〜いぬのことば〜 水：はいうぇいナビふくしま ▽16:25 ウェザーリポート ▽16:30 金：住まいるグッズインフォメーション ▽16:35 金：快適生活ラジオショップ ▽17:00 ふくしまFMニュース ▽17:20 月 - 木：▽My First Music（JFNC） ▽17:24 エコ de Smile ソーラーポスト ▽16:20 SUZUKI No.1 Factory（TOKYO FM） - 八嶋智人 ▽16:24 金：エコ de Smileソーラーポスト ▽16:30 キビタンスマイル 〜ひとつ、ひとつ、実現する ふくしま〜 ▽17:36 第1・3木：暮らしの歳時記、第2木：座浦cafe 今日のことば ▽17:49 トラフィックインフォメーション ▽17:52 プリンストラフィックジャーナル ▽17:55 ウェザーリポート ▽18:00 アニバーサリーリクエスト ▽18:05 ふくしまFMニュース ▽18:10 月：デバイスホーム Presents 失敗しない、家づくり、水：白河コミネスculture note、 木：どれみふぁそラジオこおりやま、金：あぐり家の食卓 ▽18:15 第1・3火：いわきアリオス アートジェイクボックス ▽18:20 金：民友新聞ニュースヘッドライン | 16:00 RADIO GROOVE - 月：北村茉倫、火：矢野真未、水：DJ.イタル・矢野真未、木・金：三吉梨香 ▽16:15 月：ハシドラッグ ねこLOVEふくしま ～NO 猫 NO LIFE～ 火：わんちゃんアカデミー 〜いぬのことば〜 水：はいうぇいナビふくしま ▽16:25 ウェザーリポート ▽16:30 金：住まいるグッズインフォメーション ▽16:35 金：快適生活ラジオショップ ▽17:00 ふくしまFMニュース ▽17:20 月 - 木：▽My First Music（JFNC） ▽17:24 エコ de Smile ソーラーポスト ▽16:20 SUZUKI No.1 Factory（TOKYO FM） - 八嶋智人 ▽16:24 金：エコ de Smileソーラーポスト ▽16:30 キビタンスマイル 〜ひとつ、ひとつ、実現する ふくしま〜 ▽17:36 第1・3木：暮らしの歳時記、第2木：座浦cafe 今日のことば ▽17:49 トラフィックインフォメーション ▽17:52 プリンストラフィックジャーナル ▽17:55 ウェザーリポート ▽18:00 アニバーサリーリクエスト ▽18:05 ふくしまFMニュース ▽18:10 月：デバイスホーム Presents 失敗しない、家づくり、水：白河コミネスculture note、 木：どれみふぁそラジオこおりやま、金：あぐり家の食卓 ▽18:15 第1・3火：いわきアリオス アートジェイクボックス ▽18:20 金：民友新聞ニュースヘッドライン | 16:00 RADIO GROOVE - 月：北村茉倫、火：矢野真未、水：DJ.イタル・矢野真未、木・金：三吉梨香 ▽16:15 月：ハシドラッグ ねこLOVEふくしま ～NO 猫 NO LIFE～ 火：わんちゃんアカデミー 〜いぬのことば〜 水：はいうぇいナビふくしま ▽16:25 ウェザーリポート ▽16:30 金：住まいるグッズインフォメーション ▽16:35 金：快適生活ラジオショップ ▽17:00 ふくしまFMニュース ▽17:20 月 - 木：▽My First Music（JFNC） ▽17:24 エコ de Smile ソーラーポスト ▽16:20 SUZUKI No.1 Factory（TOKYO FM） - 八嶋智人 ▽16:24 金：エコ de Smileソーラーポスト ▽16:30 キビタンスマイル 〜ひとつ、ひとつ、実現する ふくしま〜 ▽17:36 第1・3木：暮らしの歳時記、第2木：座浦cafe 今日のことば ▽17:49 トラフィックインフォメーション ▽17:52 プリンストラフィックジャーナル ▽17:55 ウェザーリポート ▽18:00 アニバーサリーリクエスト ▽18:05 ふくしまFMニュース ▽18:10 月：デバイスホーム Presents 失敗しない、家づくり、水：白河コミネスculture note、 木：どれみふぁそラジオこおりやま、金：あぐり家の食卓 ▽18:15 第1・3火：いわきアリオス アートジェイクボックス ▽18:20 金：民友新聞ニュースヘッドライン | 16:00 RADIO GROOVE - 月：北村茉倫、火：矢野真未、水：DJ.イタル・矢野真未、木・金：三吉梨香 ▽16:15 月：ハシドラッグ ねこLOVEふくしま ～NO 猫 NO LIFE～ 火：わんちゃんアカデミー 〜いぬのことば〜 水：はいうぇいナビふくしま ▽16:25 ウェザーリポート ▽16:30 金：住まいるグッズインフォメーション ▽16:35 金：快適生活ラジオショップ ▽17:00 ふくしまFMニュース ▽17:20 月 - 木：▽My First Music（JFNC） ▽17:24 エコ de Smile ソーラーポスト ▽16:20 SUZUKI No.1 Factory（TOKYO FM） - 八嶋智人 ▽16:24 金：エコ de Smileソーラーポスト ▽16:30 キビタンスマイル 〜ひとつ、ひとつ、実現する ふくしま〜 ▽17:36 第1・3木：暮らしの歳時記、第2木：座浦cafe 今日のことば ▽17:49 トラフィックインフォメーション ▽17:52 プリンストラフィックジャーナル ▽17:55 ウェザーリポート ▽18:00 アニバーサリーリクエスト ▽18:05 ふくしまFMニュース ▽18:10 月：デバイスホーム Presents 失敗しない、家づくり、水：白河コミネスculture note、 木：どれみふぁそラジオこおりやま、金：あぐり家の食卓 ▽18:15 第1・3火：いわきアリオス アートジェイクボックス ▽18:20 金：民友新聞ニュースヘッドライン |
| 18 | 16:00 RADIO GROOVE - 月：北村茉倫、火：矢野真未、水：DJ.イタル・矢野真未、木・金：三吉梨香 ▽16:15 月：ハシドラッグ ねこLOVEふくしま ～NO 猫 NO LIFE～ 火：わんちゃんアカデミー 〜いぬのことば〜 水：はいうぇいナビふくしま ▽16:25 ウェザーリポート ▽16:30 金：住まいるグッズインフォメーション ▽16:35 金：快適生活ラジオショップ ▽17:00 ふくしまFMニュース ▽17:20 月 - 木：▽My First Music（JFNC） ▽17:24 エコ de Smile ソーラーポスト ▽16:20 SUZUKI No.1 Factory（TOKYO FM） - 八嶋智人 ▽16:24 金：エコ de Smileソーラーポスト ▽16:30 キビタンスマイル 〜ひとつ、ひとつ、実現する ふくしま〜 ▽17:36 第1・3木：暮らしの歳時記、第2木：座浦cafe 今日のことば ▽17:49 トラフィックインフォメーション ▽17:52 プリンストラフィックジャーナル ▽17:55 ウェザーリポート ▽18:00 アニバーサリーリクエスト ▽18:05 ふくしまFMニュース ▽18:10 月：デバイスホーム Presents 失敗しない、家づくり、水：白河コミネスculture note、 木：どれみふぁそラジオこおりやま、金：あぐり家の食卓 ▽18:15 第1・3火：いわきアリオス アートジェイクボックス ▽18:20 金：民友新聞ニュースヘッドライン | 16:00 RADIO GROOVE - 月：北村茉倫、火：矢野真未、水：DJ.イタル・矢野真未、木・金：三吉梨香 ▽16:15 月：ハシドラッグ ねこLOVEふくしま ～NO 猫 NO LIFE～ 火：わんちゃんアカデミー 〜いぬのことば〜 水：はいうぇいナビふくしま ▽16:25 ウェザーリポート ▽16:30 金：住まいるグッズインフォメーション ▽16:35 金：快適生活ラジオショップ ▽17:00 ふくしまFMニュース ▽17:20 月 - 木：▽My First Music（JFNC） ▽17:24 エコ de Smile ソーラーポスト ▽16:20 SUZUKI No.1 Factory（TOKYO FM） - 八嶋智人 ▽16:24 金：エコ de Smileソーラーポスト ▽16:30 キビタンスマイル 〜ひとつ、ひとつ、実現する ふくしま〜 ▽17:36 第1・3木：暮らしの歳時記、第2木：座浦cafe 今日のことば ▽17:49 トラフィックインフォメーション ▽17:52 プリンストラフィックジャーナル ▽17:55 ウェザーリポート ▽18:00 アニバーサリーリクエスト ▽18:05 ふくしまFMニュース ▽18:10 月：デバイスホーム Presents 失敗しない、家づくり、水：白河コミネスculture note、 木：どれみふぁそラジオこおりやま、金：あぐり家の食卓 ▽18:15 第1・3火：いわきアリオス アートジェイクボックス ▽18:20 金：民友新聞ニュースヘッドライン | 16:00 RADIO GROOVE - 月：北村茉倫、火：矢野真未、水：DJ.イタル・矢野真未、木・金：三吉梨香 ▽16:15 月：ハシドラッグ ねこLOVEふくしま ～NO 猫 NO LIFE～ 火：わんちゃんアカデミー 〜いぬのことば〜 水：はいうぇいナビふくしま ▽16:25 ウェザーリポート ▽16:30 金：住まいるグッズインフォメーション ▽16:35 金：快適生活ラジオショップ ▽17:00 ふくしまFMニュース ▽17:20 月 - 木：▽My First Music（JFNC） ▽17:24 エコ de Smile ソーラーポスト ▽16:20 SUZUKI No.1 Factory（TOKYO FM） - 八嶋智人 ▽16:24 金：エコ de Smileソーラーポスト ▽16:30 キビタンスマイル 〜ひとつ、ひとつ、実現する ふくしま〜 ▽17:36 第1・3木：暮らしの歳時記、第2木：座浦cafe 今日のことば ▽17:49 トラフィックインフォメーション ▽17:52 プリンストラフィックジャーナル ▽17:55 ウェザーリポート ▽18:00 アニバーサリーリクエスト ▽18:05 ふくしまFMニュース ▽18:10 月：デバイスホーム Presents 失敗しない、家づくり、水：白河コミネスculture note、 木：どれみふぁそラジオこおりやま、金：あぐり家の食卓 ▽18:15 第1・3火：いわきアリオス アートジェイクボックス ▽18:20 金：民友新聞ニュースヘッドライン | 16:00 RADIO GROOVE - 月：北村茉倫、火：矢野真未、水：DJ.イタル・矢野真未、木・金：三吉梨香 ▽16:15 月：ハシドラッグ ねこLOVEふくしま ～NO 猫 NO LIFE～ 火：わんちゃんアカデミー 〜いぬのことば〜 水：はいうぇいナビふくしま ▽16:25 ウェザーリポート ▽16:30 金：住まいるグッズインフォメーション ▽16:35 金：快適生活ラジオショップ ▽17:00 ふくしまFMニュース ▽17:20 月 - 木：▽My First Music（JFNC） ▽17:24 エコ de Smile ソーラーポスト ▽16:20 SUZUKI No.1 Factory（TOKYO FM） - 八嶋智人 ▽16:24 金：エコ de Smileソーラーポスト ▽16:30 キビタンスマイル 〜ひとつ、ひとつ、実現する ふくしま〜 ▽17:36 第1・3木：暮らしの歳時記、第2木：座浦cafe 今日のことば ▽17:49 トラフィックインフォメーション ▽17:52 プリンストラフィックジャーナル ▽17:55 ウェザーリポート ▽18:00 アニバーサリーリクエスト ▽18:05 ふくしまFMニュース ▽18:10 月：デバイスホーム Presents 失敗しない、家づくり、水：白河コミネスculture note、 木：どれみふぁそラジオこおりやま、金：あぐり家の食卓 ▽18:15 第1・3火：いわきアリオス アートジェイクボックス ▽18:20 金：民友新聞ニュースヘッドライン | 16:00 RADIO GROOVE - 月：北村茉倫、火：矢野真未、水：DJ.イタル・矢野真未、木・金：三吉梨香 ▽16:15 月：ハシドラッグ ねこLOVEふくしま ～NO 猫 NO LIFE～ 火：わんちゃんアカデミー 〜いぬのことば〜 水：はいうぇいナビふくしま ▽16:25 ウェザーリポート ▽16:30 金：住まいるグッズインフォメーション ▽16:35 金：快適生活ラジオショップ ▽17:00 ふくしまFMニュース ▽17:20 月 - 木：▽My First Music（JFNC） ▽17:24 エコ de Smile ソーラーポスト ▽16:20 SUZUKI No.1 Factory（TOKYO FM） - 八嶋智人 ▽16:24 金：エコ de Smileソーラーポスト ▽16:30 キビタンスマイル 〜ひとつ、ひとつ、実現する ふくしま〜 ▽17:36 第1・3木：暮らしの歳時記、第2木：座浦cafe 今日のことば ▽17:49 トラフィックインフォメーション ▽17:52 プリンストラフィックジャーナル ▽17:55 ウェザーリポート ▽18:00 アニバーサリーリクエスト ▽18:05 ふくしまFMニュース ▽18:10 月：デバイスホーム Presents 失敗しない、家づくり、水：白河コミネスculture note、 木：どれみふぁそラジオこおりやま、金：あぐり家の食卓 ▽18:15 第1・3火：いわきアリオス アートジェイクボックス ▽18:20 金：民友新聞ニュースヘッドライン |
| 19 | 19:00 A・O・R（JFNC） - ユキ・ラインハート ▽19:55 ふくしまFMニュース | 19:00 A・O・R（JFNC） - ユキ・ラインハート ▽19:55 ふくしまFMニュース | 19:00 A・O・R（JFNC） - ユキ・ラインハート ▽19:55 ふくしまFMニュース | 19:00 A・O・R（JFNC） - ユキ・ラインハート ▽19:55 ふくしまFMニュース | 19:00 DJ Knikeのeトーク - DJ.ナイク |
| 19 | 19:00 A・O・R（JFNC） - ユキ・ラインハート ▽19:55 ふくしまFMニュース | 19:00 A・O・R（JFNC） - ユキ・ラインハート ▽19:55 ふくしまFMニュース | 19:00 A・O・R（JFNC） - ユキ・ラインハート ▽19:55 ふくしまFMニュース | 19:00 A・O・R（JFNC） - ユキ・ラインハート ▽19:55 ふくしまFMニュース | 19:55 ふくしまFMニュース |
| 20 | 19:00 A・O・R（JFNC） - ユキ・ラインハート ▽19:55 ふくしまFMニュース | 19:00 A・O・R（JFNC） - ユキ・ラインハート ▽19:55 ふくしまFMニュース | 19:00 A・O・R（JFNC） - ユキ・ラインハート ▽19:55 ふくしまFMニュース | 19:00 A・O・R（JFNC） - ユキ・ラインハート ▽19:55 ふくしまFMニュース | 20:00 アーティスト・プロデュース ・スーパー・エディション （JFNC） - 月替わり |
| 20 | 20:55 ふくしまFMニュース | | | | |
| 21 | 21:00 高橋優のリアラジ（JFNC） - 高橋優 | 21:00 ハリセンボンの「かっぽじ気分」 （JFNC） - ハリセンボン | 21:00 NCT 127 ユウタのYUTA at Home （InterFM897） - YUTA（NCT 127） | 21:00 S.I.N NEXT GENERATION（JFNC） - 20th Century | 21:00 すとぷりころんのSTPRhythm!! （JFNC） - ころん、STPR CREATORS |
| 21 | 21:30 日食なつこの拝啓、 あをいめだまの小いぬ （エフエム岩手） - 日食なつこ | 21:30 ハラミちゃんのハラミファソRadio♪（JFNC） - ハラミちゃん | 21:30 yamaびこラジオ（JFNC） - yama | 21:00 S.I.N NEXT GENERATION（JFNC） - 20th Century | 21:30 AI Not So Different（JFNC） - AI |
| 21 | 21:55 JFNニュース（JFNC） | | | | |
| 22 | 22:00 SCHOOL OF LOCK!（TOKYO FM） - こもり校長、COCO教頭 ▽22:18 ARTIST LOCKS! ▽22:55 どっちのCat or Dog ▽23:00 月：ANZEN LOCKS!、水：松田LOCKS! - 松田部長、木：農林部 supported by 王子ホールディングス ▽23:08 ARTIST LOCKS! 月：ミセスLOCKS! - Mrs. GREEN APPLE、火：Saucy LOCKS! - Saucy Dog 水：宮世LOCKS! - 宮世琉弥、木：乃木坂LOCKS! - 賀喜遥香（乃木坂46） | 22:00 SCHOOL OF LOCK!（TOKYO FM） - こもり校長、COCO教頭 ▽22:18 ARTIST LOCKS! ▽22:55 どっちのCat or Dog ▽23:00 月：ANZEN LOCKS!、水：松田LOCKS! - 松田部長、木：農林部 supported by 王子ホールディングス ▽23:08 ARTIST LOCKS! 月：ミセスLOCKS! - Mrs. GREEN APPLE、火：Saucy LOCKS! - Saucy Dog 水：宮世LOCKS! - 宮世琉弥、木：乃木坂LOCKS! - 賀喜遥香（乃木坂46） | 22:00 SCHOOL OF LOCK!（TOKYO FM） - こもり校長、COCO教頭 ▽22:18 ARTIST LOCKS! ▽22:55 どっちのCat or Dog ▽23:00 月：ANZEN LOCKS!、水：松田LOCKS! - 松田部長、木：農林部 supported by 王子ホールディングス ▽23:08 ARTIST LOCKS! 月：ミセスLOCKS! - Mrs. GREEN APPLE、火：Saucy LOCKS! - Saucy Dog 水：宮世LOCKS! - 宮世琉弥、木：乃木坂LOCKS! - 賀喜遥香（乃木坂46） | 22:00 SCHOOL OF LOCK!（TOKYO FM） - こもり校長、COCO教頭 ▽22:18 ARTIST LOCKS! ▽22:55 どっちのCat or Dog ▽23:00 月：ANZEN LOCKS!、水：松田LOCKS! - 松田部長、木：農林部 supported by 王子ホールディングス ▽23:08 ARTIST LOCKS! 月：ミセスLOCKS! - Mrs. GREEN APPLE、火：Saucy LOCKS! - Saucy Dog 水：宮世LOCKS! - 宮世琉弥、木：乃木坂LOCKS! - 賀喜遥香（乃木坂46） | 22:00 SCHOOL OF LOCK! FRIDAY（TOKYO FM） - こもり校長、COCO教頭 ▽22:00 学校運営戦略会議 ▽22:30 ビーバーLOCKS! - SUPER BEAVER |
| 22 | 22:00 SCHOOL OF LOCK!（TOKYO FM） - こもり校長、COCO教頭 ▽22:18 ARTIST LOCKS! ▽22:55 どっちのCat or Dog ▽23:00 月：ANZEN LOCKS!、水：松田LOCKS! - 松田部長、木：農林部 supported by 王子ホールディングス ▽23:08 ARTIST LOCKS! 月：ミセスLOCKS! - Mrs. GREEN APPLE、火：Saucy LOCKS! - Saucy Dog 水：宮世LOCKS! - 宮世琉弥、木：乃木坂LOCKS! - 賀喜遥香（乃木坂46） | 22:00 SCHOOL OF LOCK!（TOKYO FM） - こもり校長、COCO教頭 ▽22:18 ARTIST LOCKS! ▽22:55 どっちのCat or Dog ▽23:00 月：ANZEN LOCKS!、水：松田LOCKS! - 松田部長、木：農林部 supported by 王子ホールディングス ▽23:08 ARTIST LOCKS! 月：ミセスLOCKS! - Mrs. GREEN APPLE、火：Saucy LOCKS! - Saucy Dog 水：宮世LOCKS! - 宮世琉弥、木：乃木坂LOCKS! - 賀喜遥香（乃木坂46） | 22:00 SCHOOL OF LOCK!（TOKYO FM） - こもり校長、COCO教頭 ▽22:18 ARTIST LOCKS! ▽22:55 どっちのCat or Dog ▽23:00 月：ANZEN LOCKS!、水：松田LOCKS! - 松田部長、木：農林部 supported by 王子ホールディングス ▽23:08 ARTIST LOCKS! 月：ミセスLOCKS! - Mrs. GREEN APPLE、火：Saucy LOCKS! - Saucy Dog 水：宮世LOCKS! - 宮世琉弥、木：乃木坂LOCKS! - 賀喜遥香（乃木坂46） | 22:00 SCHOOL OF LOCK!（TOKYO FM） - こもり校長、COCO教頭 ▽22:18 ARTIST LOCKS! ▽22:55 どっちのCat or Dog ▽23:00 月：ANZEN LOCKS!、水：松田LOCKS! - 松田部長、木：農林部 supported by 王子ホールディングス ▽23:08 ARTIST LOCKS! 月：ミセスLOCKS! - Mrs. GREEN APPLE、火：Saucy LOCKS! - Saucy Dog 水：宮世LOCKS! - 宮世琉弥、木：乃木坂LOCKS! - 賀喜遥香（乃木坂46） | 22:55 ふくしまFM MUSIC SELECT |
| 23 | 22:00 SCHOOL OF LOCK!（TOKYO FM） - こもり校長、COCO教頭 ▽22:18 ARTIST LOCKS! ▽22:55 どっちのCat or Dog ▽23:00 月：ANZEN LOCKS!、水：松田LOCKS! - 松田部長、木：農林部 supported by 王子ホールディングス ▽23:08 ARTIST LOCKS! 月：ミセスLOCKS! - Mrs. GREEN APPLE、火：Saucy LOCKS! - Saucy Dog 水：宮世LOCKS! - 宮世琉弥、木：乃木坂LOCKS! - 賀喜遥香（乃木坂46） | 22:00 SCHOOL OF LOCK!（TOKYO FM） - こもり校長、COCO教頭 ▽22:18 ARTIST LOCKS! ▽22:55 どっちのCat or Dog ▽23:00 月：ANZEN LOCKS!、水：松田LOCKS! - 松田部長、木：農林部 supported by 王子ホールディングス ▽23:08 ARTIST LOCKS! 月：ミセスLOCKS! - Mrs. GREEN APPLE、火：Saucy LOCKS! - Saucy Dog 水：宮世LOCKS! - 宮世琉弥、木：乃木坂LOCKS! - 賀喜遥香（乃木坂46） | 22:00 SCHOOL OF LOCK!（TOKYO FM） - こもり校長、COCO教頭 ▽22:18 ARTIST LOCKS! ▽22:55 どっちのCat or Dog ▽23:00 月：ANZEN LOCKS!、水：松田LOCKS! - 松田部長、木：農林部 supported by 王子ホールディングス ▽23:08 ARTIST LOCKS! 月：ミセスLOCKS! - Mrs. GREEN APPLE、火：Saucy LOCKS! - Saucy Dog 水：宮世LOCKS! - 宮世琉弥、木：乃木坂LOCKS! - 賀喜遥香（乃木坂46） | 22:00 SCHOOL OF LOCK!（TOKYO FM） - こもり校長、COCO教頭 ▽22:18 ARTIST LOCKS! ▽22:55 どっちのCat or Dog ▽23:00 月：ANZEN LOCKS!、水：松田LOCKS! - 松田部長、木：農林部 supported by 王子ホールディングス ▽23:08 ARTIST LOCKS! 月：ミセスLOCKS! - Mrs. GREEN APPLE、火：Saucy LOCKS! - Saucy Dog 水：宮世LOCKS! - 宮世琉弥、木：乃木坂LOCKS! - 賀喜遥香（乃木坂46） | 23:00 もにゅそで 知らんけどアッパー（TOKYO FM） - もにゅそで |
| 23 | 23:55 Rolling Stone Cafe（JFNC） - NAOKI（LOVE PSYCHEDELICO） | | | | |
| 0 | 0:00 JET STREAM（TOKYO FM） - 福山雅治 | 0:00 JET STREAM（TOKYO FM） - 福山雅治 | 0:00 JET STREAM（TOKYO FM） - 福山雅治 | 0:00 JET STREAM（TOKYO FM） - 福山雅治 | 0:00 JET STREAM（TOKYO FM） - 福山雅治 |
| 0 | 0:55 JFNニュース（JFNC） | | | | |
| 1 | 1:00 TOKYO SPEAKEASY（TOKYO FM） - 國村隼 | 1:00 TOKYO SPEAKEASY（TOKYO FM） - 國村隼 | 1:00 TOKYO SPEAKEASY（TOKYO FM） - 國村隼 | 1:00 TOKYO SPEAKEASY（TOKYO FM） - 國村隼 | 1:00 From INI（TOKYO FM） - INI |
| 2 | 2:00 AuDee CONNECT（月 - 水 TOKYO FM・JFNC、木 FM大阪） 月：狩野英孝、火：緑仙（にじさんじ）、水：蓮見翔（ダウ90000）、木：梅田サイファー | 2:00 AuDee CONNECT（月 - 水 TOKYO FM・JFNC、木 FM大阪） 月：狩野英孝、火：緑仙（にじさんじ）、水：蓮見翔（ダウ90000）、木：梅田サイファー | 2:00 AuDee CONNECT（月 - 水 TOKYO FM・JFNC、木 FM大阪） 月：狩野英孝、火：緑仙（にじさんじ）、水：蓮見翔（ダウ90000）、木：梅田サイファー | 2:00 AuDee CONNECT（月 - 水 TOKYO FM・JFNC、木 FM大阪） 月：狩野英孝、火：緑仙（にじさんじ）、水：蓮見翔（ダウ90000）、木：梅田サイファー | 1:00 From INI（TOKYO FM） - INI |
| 3 | 2:00 AuDee CONNECT（月 - 水 TOKYO FM・JFNC、木 FM大阪） 月：狩野英孝、火：緑仙（にじさんじ）、水：蓮見翔（ダウ90000）、木：梅田サイファー | 2:00 AuDee CONNECT（月 - 水 TOKYO FM・JFNC、木 FM大阪） 月：狩野英孝、火：緑仙（にじさんじ）、水：蓮見翔（ダウ90000）、木：梅田サイファー | 2:00 AuDee CONNECT（月 - 水 TOKYO FM・JFNC、木 FM大阪） 月：狩野英孝、火：緑仙（にじさんじ）、水：蓮見翔（ダウ90000）、木：梅田サイファー | 2:00 AuDee CONNECT（月 - 水 TOKYO FM・JFNC、木 FM大阪） 月：狩野英孝、火：緑仙（にじさんじ）、水：蓮見翔（ダウ90000）、木：梅田サイファー | 3:00 ウチらのイイブン！ （JFNC） - すがちゃん最高No.1 |
| 4 | 4:00 Memories & Discoveries（JFNC） 月 - 水：早見沙織、木：関口舞（翌朝に続く） | 4:00 Memories & Discoveries（JFNC） 月 - 水：早見沙織、木：関口舞（翌朝に続く） | 4:00 Memories & Discoveries（JFNC） 月 - 水：早見沙織、木：関口舞（翌朝に続く） | 4:00 Memories & Discoveries（JFNC） 月 - 水：早見沙織、木：関口舞（翌朝に続く） | 3:00 ウチらのイイブン！ （JFNC） - すがちゃん最高No.1 |

### 週末
| 時 | 土曜日 | 日曜日 |
| -- | --- | --- |
| 5  | 5:00 SING LIKE TALKING 佐藤竹善のアンダンテ（JFNC） - 佐藤竹善 | 5:00 PEOPLE（JFNC） |
| 5  | 5:30 サイクリスト・ステーション ツアー・オブ・ジャパン（JFNC） - 野島裕史 | 5:00 PEOPLE（JFNC） |
| 6  | 6:00 From Athlete!（JFNC） - 萩野公介・髙木菜那・ミノルクリス滝沢 | 6:00 Jazz Reminiscence（JFNC） - 山中千尋                                                                                        |
| 6  | 6:00 From Athlete!（JFNC） - 萩野公介・髙木菜那・ミノルクリス滝沢 | 6:30 西村由紀江のSMILE WIND ～愛ある家族へ～（JFNC） - 西村由紀江                                                                |
| 7  | 7:00 となりのカイシャに聞いてみた! supported by オリックスグループ（JFNC） - 小堺翔太 | 7:00 山田五郎と中川翔子の『リミックスZ』（JFNC）- 山田五郎・中川翔子                                                             |
| 7  | 7:25 ふくしまFM MUSIC TIME MACHINE | 7:00 山田五郎と中川翔子の『リミックスZ』（JFNC）- 山田五郎・中川翔子                                                             |
| 7  | 7:30 Sound Library ～世界にひとつだけの本～（JFNC） - 木村多江 | 7:30 天使のモーニングコール（幸福の科学） - 白倉律子                                                                             |
| 7  | 7:55 ゴルフ大好き宣言 （JFNC） - 山本潤 | 7:30 天使のモーニングコール（幸福の科学） - 白倉律子                                                                             |
| 8  | 8:00 旬!SHUN!ピックアップ | 8:00 杉浦太陽・村上佳菜子 日曜まなびより（TOKYO FM） - 杉浦太陽・村上佳菜子                                                      |
| 8  | 8:15 まいどあり〜。 | 8:00 杉浦太陽・村上佳菜子 日曜まなびより（TOKYO FM） - 杉浦太陽・村上佳菜子                                                      |
| 8  | 8:25 いしばしさちこの「color of music」- いしばしさちこ | |
| 8  | 8:30 Laid-Back radio（JFNC） - Aimer | 8:30 Buy Now |
| 8  | 8:30 Laid-Back radio（JFNC） - Aimer | 8:45 Salvage Music（JFNC） - 板井麻衣子                                                                                          |
| 8  | 8:55 JFNニュース（JFNC） | |
| 9  | 9:00 Everlasting Music（JFNC） - 桐山漣 | 9:00 Little Glee Monster「Join Us！」（JFNC） - Little Glee Monster                                                              |
| 9  | 9:24 快適生活ラジオショッピング | 9:00 Little Glee Monster「Join Us！」（JFNC） - Little Glee Monster                                                              |
| 9  | 9:30 片平里菜 Come Back Home - 片平里菜 | 9:30 Da-iCEの大野雄大ッス! supported by BOAT RACE（TOKYO FM） - 大野雄大（Da-iCE）                                               |
| 9  | 9:55 ふくしまFMニュース | |
| 10 | 10:00 SPORTS BEAT supported by TOYOTA（TOKYO FM） - 藤木直人・高見侑里 | 10:00 ASKA Terminal Melody（TOKYO FM） - 小山ジャネット愛子・ASKA（原則月1回出演）                                               |
| 10 | 10:00 SPORTS BEAT supported by TOYOTA（TOKYO FM） - 藤木直人・高見侑里 | 10:30 YKK AP presents 皆藤愛子の窓café〜窓辺でcafé time〜（TOKYO FM） - 皆藤愛子                                                 |
| 10 | 10:50 コスモ アースコンシャスアクト 未来へのメッセージ（TOKYO FM） | |
| 10 | 10:55 恋する日本史（JFNC） - 神田蘭 | 10:55 MUSIC TIMEMACHINE |
| 11 | 11:00 武井壮・とにかく明るい安村 THE WORLD CLASS （JFNC） - 武井壮、とにかく明るい安村 | 11:00 菊池風磨 hoursz（TOKYO FM） - 菊池風磨                                                                                     |
| 11 | 11:25 ふくしまFM MUSIC TIMEMACHINE | 11:00 菊池風磨 hoursz（TOKYO FM） - 菊池風磨                                                                                     |
| 11 | 11:30 いきものがかり吉岡聖恵のうたいろRadio（JFNC） - 吉岡聖恵（いきものがかり） | 11:30 木村拓哉 Flow supported by Spotify（TOKYO FM） - 木村拓哉                                                                  |
| 11 | 11:55 トラフィック&ウェザーレポート | |
| 12 | 12:00 TOKI CHIC RADIO（JFNC） - 土岐麻子 | 12:00 津田健次郎 SPEA/KING（TOKYO FM） - 津田健次郎                                                                              |
| 12 | 12:30 2畳半レコード オン ラヂオ - DJマサト・藤井敬之 (音速ライン)・油座友里恵（タワーレコード郡山店店長）                                                                                        | 12:30 CHINTAI presents きゃりーぱみゅぱみゅ Chapter＃0〜Touch Your Heart〜（TOKYO FM） - きゃりーぱみゅぱみゅ                    |
| 12 | 12:55 ふくしまFMニュース | |
| 13 | 13:00 JA全農 COUNTDOWN JAPAN（TOKYO FM） - ジョージ・ウィリアムズ・安田レイ | 13:00 いいこと、聴いた（TOKYO FM） - 秋元康                                                                                      |
| 13 | 13:53 KUMON 笑顔100点満点 大学生リレー（TOKYO FM） | 13:00 いいこと、聴いた（TOKYO FM） - 秋元康                                                                                      |
| 13 | 13:55 JA共済 にほんのたから ちいきのきずな（TOKYO FM） - 住吉美紀 | 13:55 ふくしまFM MUSIC TIMEMACHINE                                                                                               |
| 14 | 14:00 福山雅治 福のラジオ（TOKYO FM） - 福山雅治 | 14:00 山下達郎の楽天カード サンデー・ソングブック（TOKYO FM） - 山下達郎                                                         |
| 14 | 14:55 JFNニュース（JFNC） | |
| 15 | 15:00 ACN presents 丸山茂樹 MOVING SATURDAY （TOKYO FM） - 丸山茂樹 | 15:00 日本郵便 SUNDAY'S POST（TOKYO FM） - 小山薫堂・宇賀なつみ                                                                  |
| 15 | 15:25 日本住宅ローン GO!GO!家族（TOKYO FM） - チョコレートプラネット | 15:00 日本郵便 SUNDAY'S POST（TOKYO FM） - 小山薫堂・宇賀なつみ                                                                  |
| 15 | 15:30 広瀬すずの「よはくじかん」（TOKYO FM） - 広瀬すず | 15:00 日本郵便 SUNDAY'S POST（TOKYO FM） - 小山薫堂・宇賀なつみ                                                                  |
| 15 | 15:50 ルートインホテルズ presents とっておきここだけの旅～ここ旅～（TOKYO FM） - 野呂佳代 | |
| 15 | 15:55 ふくしまFM MUSIC TIMEMACHINE | 15:55 FLORAの恵み（JFNC） - 江口桃子                                                                                             |
| 16 | 16:00 リリー・フランキー「スナック ラジオ」（TOKYO FM） - リリー・フランキー | 16:00 ももいろクローバーZのSUZUKIハッピークローバー!TOP10（TOKYO FM） - ももいろクローバーZ（週替わりで2名）・清野茂樹・藤田太郎 |
| 16 | 16:55 ふくしまFMニュース | |
| 17 | 17:00 川島明 そもそもの話（TOKYO FM） - 川島明（麒麟） | 17:00 NISSAN あ、安部礼司〜BEYOND THE AVERAGE（TOKYO FM） - 安部礼司（小林タカ鹿）                                               |
| 17 | 17:55 ふくしまFMニュース | |
| 18 | 18:00 X-RADIO - ナシモン | 18:00 要のある音楽（JFNC） - 根本要（スターダストレビュー）                                                                      |
| 18 | 18:00 X-RADIO - ナシモン | 18:30 FAMILY DISCO（JFNC） - DJ OSSHY                                                                                            |
| 18 | 18:55 ふくしまFM MUSIC TIMEMACHINE | |
| 19 | 19:00 坂崎さんの番組という番組（JFNC） - 坂崎幸之助（THE ALFEE） | 19:00 Music Ride Story（JFNC） - 山口智充、白宮エリー最終週：村上RADIO（TOKYO FM） - 村上春樹                                    |
| 19 | 19:55 ふくしまFM MUSIC SELECT | |
| 20 | 20:00 Chageの音道（JFNC） - Chage | 20:00 有吉弘行のSUNDAY NIGHT DREAMER（JFNC） - 有吉弘行 ▽20:55 JFNニュース（JFNC）                                               |
| 20 | 20:55 ふくしまFM MUSIC TIMEMACHINE | 20:00 有吉弘行のSUNDAY NIGHT DREAMER（JFNC） - 有吉弘行 ▽20:55 JFNニュース（JFNC）                                               |
| 21 | 21:00 ナカヤマアキヒコのROCK愛好会 - ナカヤマアキヒコ | 20:00 有吉弘行のSUNDAY NIGHT DREAMER（JFNC） - 有吉弘行 ▽20:55 JFNニュース（JFNC）                                               |
| 21 | 21:55 ふくしまFMニュース | |
| 22 | 22:00 ドリームハート（TOKYO FM） - 茂木健一郎 | 22:00 MUSIC TOURIST（JFNC） - Ryo 'LEFTY' Miyata                                                                                 |
| 22 | 22:30 SEKAI NO OWARI “The House”（TOKYO FM） - SEKAI NO OWARI | 22:30 Actors -life&music-（JFNC）                                                                                                |
| 22 | 22:55 JFNニュース（JFNC） | |
| 23 | 23:00 桑田佳祐のやさしい夜遊び（TOKYO FM） - 桑田佳祐 | 23:00 鈴木敏夫のジブリ汗まみれ（TOKYO FM） - 鈴木敏夫                                                                            |
| 23 | 23:00 桑田佳祐のやさしい夜遊び（TOKYO FM） - 桑田佳祐 | 23:30 The Classic（TOKYO FM） - Red Eye・渡辺志保                                                                                |
| 23 | 23:55 ふくしまFM MUSIC TIMEMACHINE | 23:55 Good-Track!（JFNC） - 井上麻里奈                                                                                           |
| 0  | 0:00 ROCK THE NATION（Date fm） - 伊藤政則 | 0:00 SPITZ 草野マサムネのロック大陸漫遊記（TOKYO FM） - 草野マサムネ（スピッツ）                                                 |
| 0  | 0:00 ROCK THE NATION（Date fm） - 伊藤政則 | 0:55 ふくしまFM MUSIC TIMEMACHINE                                                                                                |
| 1  | 1:00 ミッドナイト・ダイバーシティー〜正気のSaturday Night〜（JFNC） 第1週：ハナコ、第2週：アイデンティティ、第3週：カミナリ、第4週：ヤマサキ セイヤ（キュウソネコカミ）、第5週：スペシャルゲスト | （1:00 - 5:00 放送休止） |
| 2  | 2:00 イナズマロックレディオ（JFNC） - 西川貴教 | （1:00 - 5:00 放送休止） |
| 2  | 2:30 クリープハイプ 尾崎世界観 声にしがみついて（JFNC） - 尾崎世界観（クリープハイプ） | （1:00 - 5:00 放送休止） |
| 3  | 3:00 風とロック（TOKYO FM） - 箭内道彦 | （1:00 - 5:00 放送休止） |
| 3  | 3:30 川谷絵音の約30分我慢してくれませんか（JFNC） - 川谷絵音 | （1:00 - 5:00 放送休止） |
| 4  | 4:00 RADIO NME JAPAN 〜NEW MUSICAL EXPRESS JAPAN〜（JFNC） - 古川琢也 | （1:00 - 5:00 放送休止） |

### その他
- ふくしまFMインフォメーション
- ふくしまFM MUSIC SELECT（ヘヴィー・ローテーション）
- キミノチカラ、海をこえて～青年海外協力隊の道～（期間限定番組）

## 過去の自社制作番組
平日午前
- THIS MORNING（開局から半年間は全編JFNネット、後に7時、8時台は自社制作。「おはよう!マルシェ」の前身番組）
- おはよう!マルシェ
- Morning Freeway ふくしま内
  - 福島トヨタ・T-SMILE
  - ライフインフォメーション（RADIO GROOVE内でも放送）
  - music vacation（月曜 - 金曜 8:30 - 8:50）
  - Face to smile 〜伝えて、つながる。明日への元気隊!〜（月曜 - 金曜 9:10 - 9:20、16:30 - 16:40）
- Teatime Paradise内
  - 風評被害をぶっ飛ばせ!
  - 守ります! 福島 〜政府原子力被災者生活支援チームQ&A（ふくしま TOWN BEAT内などでも放送）
  - Dydo Delivery Coffee 〜ふくしま is Beautiful

平日午後
- FUKU-SPACE - 北村茉倫
- impress内
  - sukusuku（月曜 14:20 - 14:30）
  - 午後の診療所（火曜 14:20 - 14:30）
  - ふくしまRUNWAY（水曜 14:20 - 14:30）
  - impress tourist（木曜 14:20 - 14:30）
  - ふくしまFM開局20周年企画 考えよう!ふくしまっ子の未来キャンペーン（月曜 14:30 - 14:40）
  - ギフトプラザが贈る「おくりもの講座」（月曜 15:15 - 15:25）
  - 花王プレゼンツ『大人のケープ』 [注釈 6][注釈 7]（木曜 15:15 - 15:25）
- RADIO GROOVE・RADIO GROOVE F-STYLE内
  - まるごと満喫 猪苗代!
  - スマイル プロジェクト
  - ふくしまの恵みラジオ→ふくしまの恵みラジオ!〜恵ラジ!シーズン2
  - メモリー オブ アニソン
  - あだたらパラダイス!
  - 星野リゾートアルツ磐梯スキー場 presents スキー・スノーボードNAVI
  - ふくしまへの提言
  - 暮らしと放射線
  - JA-SSお知らせ隊
  - あだたらスノーパラダイス!!
  - Face to smile 〜伝えて、つながる。明日への元気隊!
  - 自宅へお届け!こおりやま まるごとネットde通販
  - ふくしまキッズ 元気アッププロジェクト
  - まるごと満喫猪苗代
  - 自分らしく働くためのワーク・ライフ・バランス（水曜 17:10 - 17:15）
  - SAPPORO BEER Brand New Song（月曜 - 木曜 18:00 - 18:05）
  - オノヤリフォーム倶楽部 presents Colorful Life 〜彩りある生活〜（第1月曜 18:10 - 18:20）
  - サファリ塾“教えて砂川園長”（火曜 18:10 - 18:20）
  - 住まいの市場 HOUSING A to Z（第1・3水曜 18:10 - 18:20）
  - 美味しい楽しいFan!Fun!こおりやま（火曜 18:35 - 18:45）
  - ハートウォーミングふくしま（水曜 18:40 - 18:50）
  - ふくしまの恵みラジオ!〜恵ラジ!シーズン3!!!〜（木曜 18:40 - 18:50）
  - 阿部多江子のGood Luck Diary（月曜 - 金曜 18:50 - 18:55）
  - ふくしま旬な食の旅
  - 週刊!福島ユナイテッド
  - ミュージックタイムマシーン（金曜 16:45 - 16:50）
  - 福が満開、福ラジオ。（金曜 18:35 - 18:50）
- イブニング・パラダイス
- ラジ.COM/×××
- 猪苗代野外音楽堂 音日記♪

金曜日
- カウントダウンふくしま今週のベスト10
- au スーパーフライデーリクエスト
- フライデースペシャル 気ままにEメール

土曜日
- ウェークアップ!サタデー
- 福島HEAVY METAL計画（土曜 25:00 - 26:00）
- 福島情報サテライト
- わたしは考えるー第41回全国中学生人権作文コンテスト福島県大会入賞作品

日曜日
- 日曜新時間（サンデーニュータイム、と読む）
- 荒川守のスタートアップサンデー
- Tea&Classic（日曜 8:30 - 8:45）
- Happy Island, FUKUSHIMA RECORDS（日曜 14:55 - 15:00）
- なすびの結婚ってなんだ!?（日曜 15:55 - 16:00）
- 音で楽しむ只見線

その他
- アイミーStay With Me
- ジャンプ・トップ・ハイスクール
- セルラースーパーリクエスト
- ミュージックストリート
- アイコンタクト プレジャスプレイス
- うつくしまBEAT EMOTION
- アイミー フィール・ザ・ミュージック
- 福島スバルSound Cruisin'
- 音楽道
- 音楽ジャングル
- 福島ダイハツMAX SOUND AROUND
- フェアリー・キッス
- Heartful Cafe
- SUPER COUNT DOWN HOT20
- マッピーのe-PLANET.tohoku（東北6県ブロックネット）
- Friday e-Motion
- bejazz.com
- 宇宙の片隅で
- 家の光ライフステージ
- ふれあいふくしまSound Freeway
- NAKAGOブランニューカフェ
- 川島学園
- MUSIC GROOVE
- 大槻順一のシャンソンCafe
- OH-MOSHI FUKUSHIMA
- 音速ラインのラジオ百景（東北6県ブロックネットの時期あり）
- 久米田美穂 ふくしまFM ROCK部 〜クメ流JAM〜
- Ti:s station
- ウォッチングふくしま21
- 若手経営者に訊く
- RADIO HA.LO. show!!
- 一枚の写真から
- RADIO LABO
- HAPPY BRIDAL MESSAGE〜ボイスリング〜
- ふくしまFM音楽室
- ふくしまこの人に訊く
- 音楽のちから
- 伊藤佳奈子 Aqua Venus
- ふくしまFMパワープレイ!（ヘヴィー・ローテーション）
- ラジオな時間・中テレジャック!!※東日本大震災の影響により途中打ち切り
- ふくしまFMティーンズ応援プログラム がんばれ受験生!
- ハートオブリバティ
- ヒューマンストーリー 〜自分力の発見〜
- 四季工房プレゼンツ「未来の森プロジェクト」
- 明日を変えるKATEKYOのRADIO
- サンデー ポップクラシックス
- あなたの笑顔のために 県北消防団です!
- Clean up ふくしま 〜my life my style〜
- 宮田和弥レディオ
- 歯と薬のハナシ
- LIVING in ふくしま
- ホテルハマツ Heartful Walking
- うつくしまEMパラダイス
- 250万分の1の留学
- あだたらスノーパラダイス!!
- 星野リゾートアルツ磐梯 presents ALTSサタデーパーティーナイト
- おまかせFriday〜ふくしまTOWN BEAT → ふくしま TOWN BEAT → ふくしまタウンビート内
  - ふくしま旬な食の旅
  - 華爛漫歴史浪漫にほんまつ
  - 輝け!! JA共済交通安全川柳アワード
  - My favorite songs
  - わん!ダフルレジーナ
  - ふくしま旬な食の旅
  - 週刊!福島ユナイテッドサッカーナビ
  - COOL WOOD JAPAN project from FUKUSHIMA
  - ふくしまEVENING BREAK
  - ふくしま八重隊 行ってみたい!
  - 矢野・ナッツ・高橋のお仕事サポートコーナー
- 自然と遊ぼう!レジーナの森（金曜 15:55 - 16:00）
- ふくしま6次化ラジオ 〜変わらぬ喜び 変わる楽しみ ふくしまの「食」の誇り〜（月曜 - 金曜 11:30 - 11:45）、2016年3月終了
- スローライフふくしま（土曜 11:00 - 11:25）、2017年9月終了
- 奥の松蔵便り → 奥の松味めぐり → 奥の松あだたら便り（木曜 18:55 - 19:00）
- Audi郡山 presents 川奈亮司のガラスの三十代
- NARU☆NOA!
- 国見町ラヂオ課 ももたんFM
- MANAMIのConnection Collection
- メヒってFRIDAY〜いわき、メヒカリ、地引網〜
- Talk & more
- First Maker ～希望のストーリー～ ふくしまFM・茨城放送・経済産業省の共同制作。2020年11月7日 - 2022年6月26日
- NORONOROTIMES - 野呂佳代（火曜 21:00 - 21:30）2021年10月 - 2022年6月
- はいうぇいナビふくしま

他

## 主なアナウンサー
- 古賀徹
- 三吉梨香
- 矢野真未
- 北村茉倫

## 過去に在籍したアナウンサー
- 片岡晴子（福島中央テレビから移籍。現在はフリー）
- 倉永弘一郎（現在はディレクター、「音楽のちから」ではDJを担当。）
- 小林まどか（現在はフリー）
- 佐藤加奈
- 下島章寛
- 中村哲郎（現在はエフエム佐久平アナウンサー）
- 二瓶由美（現在はフリー）
- 平岡知子
- 宮津隆一（奈良テレビ放送報道記者兼アナウンサー）
- 森雄一
- 横田篤（現在はフリー。DJ時代は傍ら福島夢集団を結成し現在も代表を務める「福島ユナイテッドFC」代表。）
- 和田麻実子（現在はラジオ大阪アナウンサー）
- 小野寺彰子（現在はフリー）
- 安田祥子（現在はフリー）
- 工藤修斗（現福井放送アナウンサー）
- 鈴木美貴子
- 加藤漢太（現在は郡山市議会議員）

## 主なパーソナリティ
- 荒川幸子
- いしばしさちこ
- 今泉静香
- 大沢ももこ
- 川奈亮司
- 小松田あこ
- 佐藤成美
- 鈴木俊子
- 鈴木美伸
- 高田優美
- DJ.イタル
- DJナイク
- DJ.マサト
- 藤井敬之（音速ライン）
- フジナッツ健（ふくしまボンガーズ）
- 藤原カズヒロ
- 古川ゆき枝
- 水野裕子

## 過去に存在したパーソナリティ
- 阿部祐子
- 荒川守
- 伊藤佳奈子
- 大坂ともお
- 加藤満理子
- 久米田美穂
- 小泉明日香
- 佐藤健一
- 武田真紀
- 仲誠司（タワーレコード郡山店店長）
- 花音
- 百瀬薫
- 吉田慶子
- みんしる
- Juni.

## ネット配信
- 2014年（平成26年）5月9日から福島県内限定のradikoとradikoプレミアム（エリアフリー聴取）の配信を開始した。
- 2019年（令和元年）9月30日にサービス終了した「LISMO WAVE」（後述）の代替サービスとして新たに「radiko for au」が提供され、県内はもとより県外のauスマートパス会員は、radikoプレミアムに加入しなくても全国でリアルタイムで聴取可能となっている。

### 東日本大震災後の配信
- 2011年（平成23年）3月11日に発生した東日本大震災（東北地方太平洋沖地震）に伴い、被災者支援のためにTOKYO FMとふくしまFMなど東北地方のJFN加盟局6社が、LISMO WAVE（後述）のサービスを利用して、東日本大震災支援サイトを同年3月15日に開設[10]。同日から4月30日まで実施され、初めてインターネットを通して全国に配信された。
- また、2011年（平成23年）4月28日の12時から、IPサイマルラジオ「radiko.jp復興支援プロジェクト」のサービスを通しての配信を開始[11]。同日から2012年3月31日まで福島県のラジオ福島などと共にインターネットで全国に同時配信を実施していた。

### 過去
- 2011年（平成23年）1月26日から2019年9月30日まで、KDDIが運営するauの携帯電話およびスマートフォンを通して、全国のJFN加盟局と共に「LISMO WAVE」のサービスの一つとして、ふくしまFMの放送配信[12][13]を行っていた。
- 2011年（平成23年）11月25日から2021年2月28日まで、TOKYO FMが運営するドコデモFMにてiOS端末とNTTドコモのAndroid端末向けに全国のJFN加盟局と共に有料配信を行っていた。

## 備考
- 当局含めたJFN系列38局はACジャパン（旧・公共広告機構）の正会員企業の一つである[14]。
- 本社第1スタジオが道路に面しており生放送時には放送を観覧できることもある。
- 一時期、仙台の営業拠点としてDate FMの局舎内に仙台営業所を開設していたことがある。当時ここでDate FM、ふくしまFM2局のタイムテーブルを入手することが可能だった（現在は仙台から撤退）。
- 2011年（平成23年）4月、東日本大震災及び福島第一原子力発電所事故による被災者を励ますため、「フレンチ・キスのKissラジ!〜あなたへのYELL〜」を放送開始（ふくしまFM以外で放送されているのはDate fmとエフエム岩手、制作局であるTOKYO FMのみ）。